# Comuna Șevcenkove, Zhurivka
Șevcenkove (în ucraineană Шевченкове) este o comună în raionul Zhurivka, regiunea Kiev, Ucraina, formată din satele Maiske, Șevcenkove (reședința) și Volodîmîrske.

## Demografie
Componența lingvistică a comunei Șevcenkove
     Ucraineană (94,01%)
     Belarusă (2,83%)
     Rusă (2,16%)
Conform recensământului din 2001, majoritatea populației comunei Șevcenkove era vorbitoare de ucraineană (94,01%), existând în minoritate și vorbitori de belarusă (2,83%) și rusă (2,16%).